# NGC 3306
NGC 3306 este o galaxie situată în constelația Leul. A fost descoperită în 27 aprilie 1886 de către Lewis A. Swift. Se află la o distanță de 43,65 de megaparseci de Pământ.